# PP-клетка
PP-клетки (произносится: ПП-клетки) — клетки островков поджелудочной железы, продуцирующие панкреатический полипептид. Локализуются по периферии островков, однако нередко встречаются и вне островков — преимущественно в области головки железы.
Клетки имеют полигональную форму и содержат мелкие (не более 140 нм) гранулы.